# Empath (album)
Pour les articles homonymes, voir Empath.
Albums de Devin Townsend
Transcendence
(2016)
Singles
1. Genesis
Sortie : 22 février 2019
2. Evermore
Sortie : 15 mars 2019
3. Spirits Will Collide
Sortie : 29 mars 2019

Empath est le dix-huitième album studio du musicien canadien Devin Townsend, sorti le 29 mars 2019 sous le label InsideOut Music.

## Liste des titres
| 1.    | Castaway | 2:28                                            |
| 2.    | Genesis | 6:05                                            |
| 3.    | Spirits Will Collide | 4:39                                            |
| 4.    | Evermore | 5:30                                            |
| 5.    | Sprite | 6:37                                            |
| 6.    | Hear Me | 6:30                                            |
| 7.    | Why? | 4:59                                            |
| 8.    | Borderlands | 11:02                                           |
| 9.    | Requiem | 2:46                                            |
| 10.   | Singularity - I. Adrift - II. I Am I - III. There Be Monsters - IV. Curious Gods - V. Silicon Scientists - VI. Here Comes the Sun! | 23:33 - 5:00 - 3:29 - 4:37 - 3:08 - 2:55 - 4:23 |
| 74:08 | |                                                 |